# Coton-tige
Pour les articles homonymes, voir Bâtonnet (homonymie).
Le coton-tige, ou bâtonnet ouaté, est un bâtonnet garni à chaque extrémité d'une petite boule de coton. Son usage initial est le soin du nourrisson pour des zones étroites telles que le nombril[réf. nécessaire].
Son usage a été largement détourné par la suite pour le nettoyage des oreilles[réf. nécessaire] et est entré dans les mœurs au XXe siècle. Malgré une communication accrue de la part de ses fabricants sur les boîtes et des ORL sur les différents problèmes engendrés par le nettoyage des oreilles avec le coton-tige (bouchons, irritation du conduit auditif, otite...), il est toujours perçu comme tel et crée encore de nombreux troubles auditifs.

## Terminologie
Le terme coton-tige est un nom déposé. L'Académie française et l'Office québécois de la langue française considèrent cependant qu'il est si répandu qu’il est devenu un véritable nom commun et doit donc perdre la majuscule et prendre la marque du pluriel  : un coton-tige, des cotons-tiges,. Certains dictionnaires, comme le Larousse, préfèrent cependant l'écrire avec deux majuscules : un Coton-Tige.

## Histoire

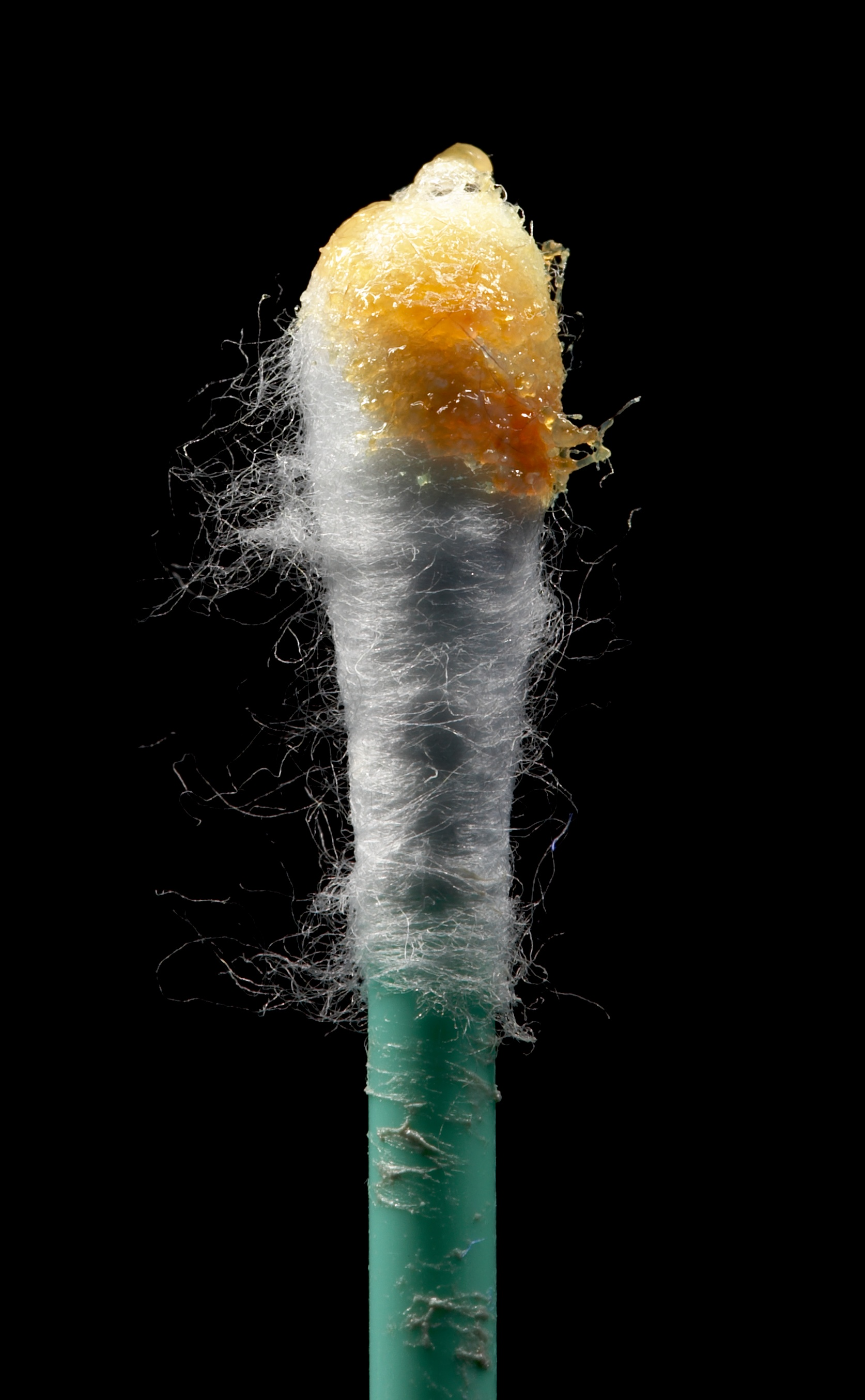
Cérumen au bout d'un coton-tige (il est recommandé de ne pas utiliser le coton-tige dans le conduit auditif).

Son inventeur serait Harold De Coninck[source insuffisante], qui le 20 juillet 1914, envoie à l'Académie des sciences de Paris un pli cacheté (enregistré sous le no 8185) intitulé Invention du nettoyeur hygiénique pour oreilles[source insuffisante]. Cet inventeur résidant en Algérie a déposé d'autres brevets d'invention et appartient à la famille d'armateurs et de négociants De Coninck.
Alors qu'en 1923, Leo Gerstenzang voit sa femme coller du coton sur un cure-dent pour nettoyer les oreilles de leur bébé, il eut l'idée de créer un cure-dent pratique, le tampon de coton (Baby Gays), puis sa propre compagnie, la Infant Novelty Company. En 1926, il en changea le nom pour Q-Tip Baby Gays et finit par le nommer Q-tip. Ce dernier terme est largement utilisé en Suisse romande par antonomase.
Le cure-oreille, sous différentes formes, est connu depuis l'Antiquité. Au Moyen Âge, on le nommait « escurette ».
Ces bâtonnets servent à débarrasser l'oreille de l'excès de cérumen qu'elle sécrète mais ont tendance à le repousser vers le conduit auditif. Ils doivent cependant n'être utilisés que dans le pavillon et non dans le conduit auditif, car le cérumen joue un rôle important et, surtout, le bâtonnet introduit dans le conduit pourrait causer une otite externe, et son usage répété peut provoquer des réactions inflammatoires d'irritation, et parfois même, de façon accidentelle, des perforations tympaniques.

## Autres usages (que le nettoyage de l'oreille)

### Autres usages paramédicaux
Le coton-tige est par exemple utilisé pour :
- la palpation de zones sensibles dont lors d'examens gynécologiques, par exemple pour diagnostiquer une vulvodynie[10],[11] et pour des tests de sensibilité de la peau ou de certaines muqueuses à la douleur[12] ;
- pour apposer de l'azote liquide lors d'une cryothérapie[13] ;
- pour apposer un désinfectant, un produit de test dermatologique[14] ou un médicament caustique sur des zones précises ou difficiles à atteindre (aphtes dans la bouche, gencive enflammée, verrues génitales[15] ;
- pour l'hygiène bucco-dentaire, dans les zones d'accès difficile, chez le jeune enfant, les paralysés, les personnes âgées ou patients présentant des édentements importants. Il est depuis les années 1980 en France  recommandé pour ces usages ;
- pour tester la mobilité urétrale :  Le test du coton-tige (Q-Tip test) mesure l'angle entre un coton-tige introduit par l'urètre au niveau du col vésical chez une patiente en position gynécologique[16][pas clair].

### Dans des domaines non médicaux
En biologie, sciences vétérinaires, police scientifique, industrie, archéologie, etc. le coton-tige est un instrument utile de nettoyages délicats, d'écouvillonnage (nasal, anal...), de prélèvement d'ADN, de test chimique, de petites particules, de colorants, etc.. On parlera plutôt d'écouvillon pour désigner l'espèce de coton-tige servant à prélever des échantillons biologiques en médecine.

## Législation

### Union européenne
Une interdiction de mise sur le marché de différents produits jetables contenant du plastique — dont les cotons-tiges ou bâtonnets ouatés dont la tige est en plastique — dans l'Union européenne pour 2021 au plus tard a été adoptée,,,.

#### France
En France, la mise sur le marché des cotons-tiges, ou bâtonnets ouatés, dont la tige est en plastique est interdite depuis le 1er janvier 2020. Il s'agit d'une des dispositions de lutte contre la pollution destinée à favoriser la réduction du plastique dans les déchets en mer (en effet, les cotons-tiges sont trop souvent jetés dans la cuvette des toilettes au lieu d'être mis dans une poubelle, et finissent ainsi par être rejetés en mer), inscrite à l'article 124 de la loi pour la reconquête de la biodiversité, de la nature et des paysages publiée le 9 août 2016.